# Asayita
Asayita o Asaita (amhárico: አሳይታ, Äsayəta) es un pueblo ubicado al nordeste de Etiopía, siendo la capital actual de Afar. Situado en la woreda Afambo, sus coordenadas son 11°34′N 41°26′E / 11.567, 41.433.
La localidad tiene un estimado de población de 22.718 habitantes, de los cuales 12.722 son hombres y 9.996 mujeres. De acuerdo al censo nacional de 1994, el pueblo contaba con 15,475 habitantes.
Al sudeste de Asayita, existe un grupo de veinte lagos salados los cuales cubren el territorio desde la frontera con Yibuti. Como el lago Gamarri, conocido por sus flamencos, y el lago Abbe, punto final del río Awash.
Asayita fue la sede del sultanato de Aussa, la principal monarquía de Afar. La localidad de Semera, que está en construcción desde el 2005 y emplazada directamnete sobre el Awash, será convertida en la nueva capital.